# 아사히촌 (사이타마현 기타카쓰시카군)
아사히촌(旭村)은 사이타마현의 동쪽에 위치했던 기타카쓰시카군의 촌이다. 

## 역사
- 1889년 4월 1일 - 정촌제 시행에 의해 기타카쓰시카군 아사히촌이 성립하였다.
- 1920년 4월 1일 - 사이타마현도 제155호선이 제정되었다.
- 1955년 3월 1일 - 요시카와촌 및 미와노에촌과 합병해 요시카와정이 되었다.

## 교통

### 도로
- 사이타마현도 제155호선